# Ioánnis Stéfos
Ioánnis Stéfos (en grec Ιωάννης Στέφος), né en 1964 à Ioannina en Grèce, est un homme politique grec.

## Biographie
Aux élections législatives grecques de janvier 2015, il est élu député au Parlement grec sur la liste de la SYRIZA dans la circonscription de Ioannina.